# Station Bad Friedrichshall-Jagstfeld
Station Bad Friedrichshall-Jagstfeld is een spoorwegstation in de Duitse plaats Bad Friedrichshall. Het station werd in 1866 geopend.